# 아라오역 (구마모토현)
아라오역(일본어: 荒尾駅)은 일본 구마모토현 아라오시에 있는 규슈 여객철도 가고시마 본선의 역이다.
모든 정기 여객열차가 정차한다. 하카타 방면부터 오던 쾌속 열차가는 아라오 역에서 돌아온다.

## 타는 곳
| 1 · 2 | ■ 가고시마 본선 | (상행) | 구루메 · 하카타 · 고쿠라 방면     |
| 3 · 4 | ■ 가고시마 본선 | (하행) | 다마나 · 구마모토 · 야쓰시로 방면 |

## 역 주변
- 아라오 시청
- 그린랜드

## 인접역
| 가고시마 본선      | 가고시마 본선            | 가고시마 본선              |
| ------------------ | ------------------------ | -------------------------- |
| 오무타 모지코 방면 | ■ 쾌속 · 준쾌속          | 시·종착역                  |
| 오무타 모지코 방면 | ■ 쾌속 '구마모토 라이너' | 나가스 가고시마 방면       |
| 오무타 모지코 방면 | ■ 보통                   | 미나미아라오 가고시마 방면 |